# Бугі-вугі
Бу́гі-ву́гі (англ. boogie woogie) — імпровізаційна форма у джазі, один з найбільш ранніх видів  блюзу на фортепіано. Бугі-вугі властиві остинатні басові фігури в ритмі восьмих або восьмих з крапкою та шістнадцятих в октавному русі, дванадцятитактовий блюзовий квадрат, моторна ритміка, швидкий темп.
Бугі-вугі став модним засобом виразності джазу наприкінці 1930-х років і вплинув на розвиток джазу, особливо — свінгу.
Типові басові лінії бугі-вугі: